# Villargordo (Villarmuerto)
Villargordo es una localidad del municipio de Villarmuerto, en la comarca de la Tierra de Vitigudino, provincia de Salamanca, comunidad autónoma de Castilla y León, España. 

## Etimología
Su nombre deriva de los términos masculinos "villar" y "gordo", que significarían "pueblo" y "grande" en lengua leonesa, quizá por una mayor entidad de la población en la época de la repoblación medieval, denominándose Villargordo desde sus orígenes.

## Historia
La fundación de Villargordo se remonta a la Edad Media, obedeciendo a la repoblación efectuada por el rey Fernando II de León en el siglo XII, cuando quedó encuadrada dentro del Alfoz de Ledesma, en el Reino de León. Con la creación de las actuales provincias en 1833, Villargordo quedó integrado en la provincia de Salamanca, dentro de la Región Leonesa, pasando a formar parte del partido judicial de Vitigudino en 1844.

## Monumentos y lugares de interés
- Iglesia Parroquial de Santa Bárbara.

## Demografía
En 2019 Villargordo contaba con una población de 19 habitantes, de los cuales 14 eran hombres y 5 mujeres. (INE 2019).
| Gráfica de evolución demográfica de Villargordo entre 2000 y 2020                        |
|                                                                                          |
| Fuente: Instituto Nacional de Estadística de España - Elaboración gráfica por Wikipedia. |